# Asianidia salviae
Asianidia salviae är en insektsart som först beskrevs av Lindberg 1954.  Asianidia salviae ingår i släktet Asianidia och familjen dvärgstritar. Inga underarter finns listade i Catalogue of Life.